# 신목고등학교
신목고등학교(新木高等學校)는 대한민국 서울특별시 양천구 신정동에 위치한 공립 고등학교이다.

## 학교 연혁
- 1986년 12월 17일 : 신목고등학교 설립인가(36학급)
- 1987년 3월 1일 : 초대 김강현 교장 취임
- 1987년 3월 15일 : 1학년 725명(남 363명, 여 362명) 입학
- 1987년 5월 15일 : 신목고등학교 신축1차 공사 준공
- 1987년 5월 28일 : 신목고등학교 개교식
- 1987년 11월 24일 : 증축 2차년도분 증축공사 준공
- 1990년 2월 14일 : 제1회 졸업식 716명(남 357명, 여 359명)
- 1993년 3월 2일 : 양궁부 창설(선수 4명)
- 1994년 10월 25일 : 한국지리 교수-학습 개선연구 발표(서울시교육청 지정 연구학교)
- 2002년 4월 30일 : 정보화 센터 준공
- 2004년 12월 22일 : 신관 4층 다목적 체육관 준공
- 2006년 12월 28일 : 청람재(자율학습실) 개관
- 2021년 9월 1일 : 제12대 정영철 교장 취임
- 2022년 2월 10일 : 제33회 졸업생 371명(남 179명, 여 194명) (졸업생 누계 18,972명)
- 2022년 3월 2일 : 제36회 신입생 입학(남 139명, 여 216명)
- 2023년 9월 1일 : 제13대 이상수 교장 취임

## 참고 자료
- 신목고등학교 - 한국교육학술정보원 학교알리미